# Joey Daccord
Joel "Joey" Daccord, född 19 augusti 1996, är en amerikansk professionell ishockeymålvakt som spelar för Seattle Kraken i NHL.
Han har tidigare spelat för Ottawa Senators i NHL; Belleville Senators i American Hockey League (AHL); Brampton Beast i ECHL; Arizona State Sun Devils (Arizona State University) i National Collegiate Athletic Association (NCAA) samt Muskegon Lumberjacks i United States Hockey League (USHL).
Daccord draftades av Ottawa Senators i sjunde rundan i 2015 års draft som 199:e spelare totalt.
Han blev vald av Seattle Kraken vid NHL:s expansionsdraft 2021.

## Privatliv
Daccord har även ett kanadensiskt respektive schweiziskt medborgarskap utöver sitt amerikanska.